# Río Beni
El río Beni es un destacado río boliviano de la cuenca amazónica, el segundo en importancia fluvial. Tras recoger las aguas de numerosos afluentes, al unirse con el río Mamoré da lugar al nacimiento del importante río Madeira.
La Isla Eduardo es una isla fluvial del río Beni que se encuentra en las coordenadas 10°34′57″S 65°43′28″O / -10.58250, -65.72444, presenta unas dimensiones de 7 kilómetros de largo por 1,9 kilómetros de ancho y una superficie de 5 km². 

## Historia
Durante la época colonial, el río Beni fue explorado por los españoles durante la primera mitad del siglo XVI. Según las declaraciones de Rodrigo de Quiroga, escritas en 1560, el capitán español Pedro Anzúrez encabezó la exploración hacia la región de los Moxos, en la actual Bolivia, ingresando desde Ayaviri, en el actual Perú. Fue así que eventualmente llegó al río de los Omopalcas, nombre con el que se denominaba al río Beni, y conoció a los tacanas.

## Recorrido

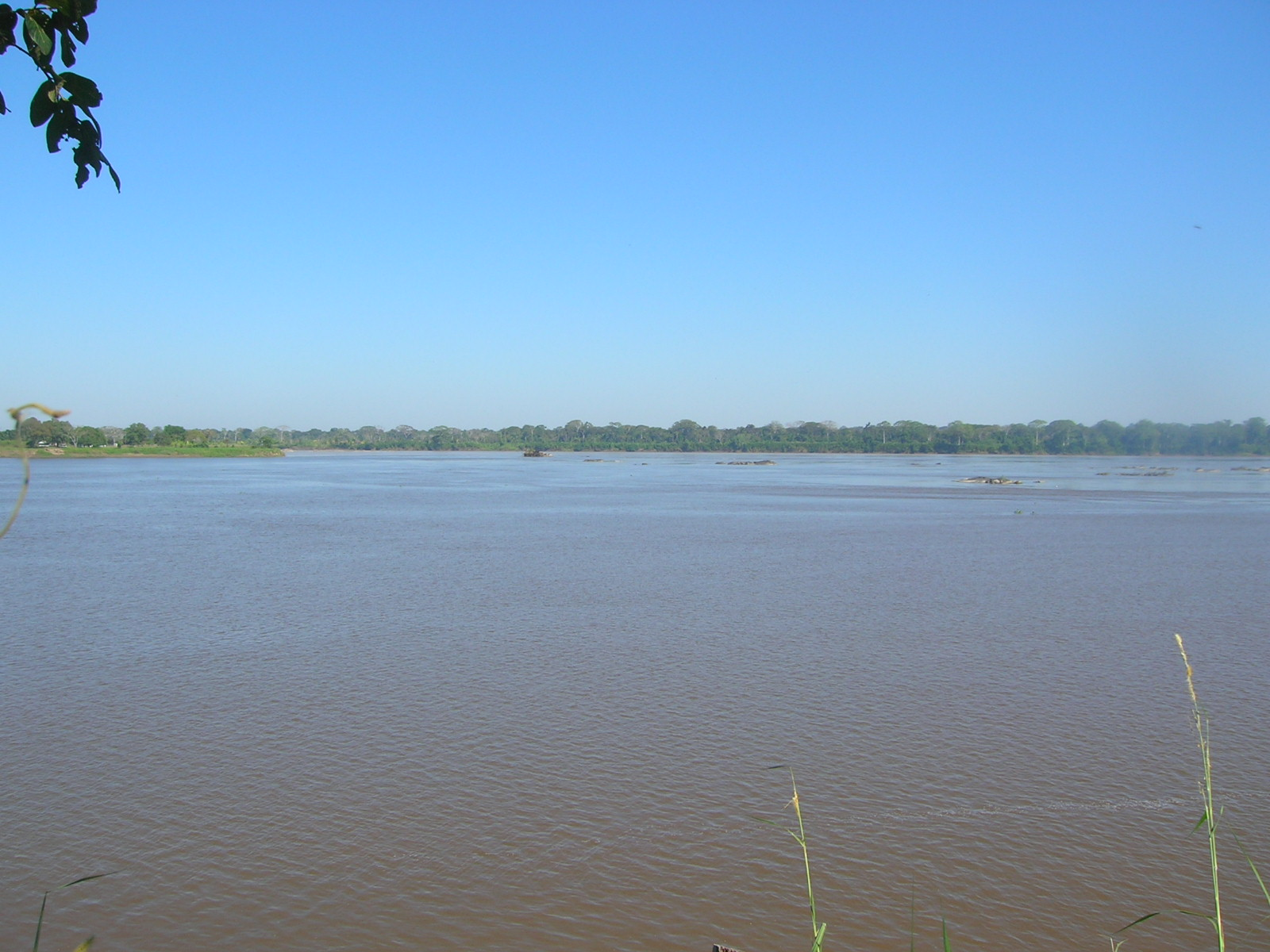
Encuentro de los ríos Mamoré y Beni.

El río Beni nace en los Andes bolivianos de la confluencia de los ríos Alto Beni y Kaka en las proximidades de Puerto Pando, recorriendo desde este punto hasta su desembocadura en el río Madeira unos 1178 km de longitud, aunque ésta varía ya que es un río con muchos meandros. La profundidad máxima del río es de 21,3 metros aguas abajo de Rurrenabaque, siendo la profundidad promedio de 9 metros. El ancho máximo es de 1069 metros en las proximidades de Rurrenabaque, siendo su ancho promedio de 400 metros.
El río a lo largo de su curso, presenta pendientes pronunciadas que conjuntamente con la geología dan lugar a las cachuelas y angostos, de los cuales reviste una particular importancia el angosto del Bala de 60 metros de anchura, ya que al presente se impulsa un proyecto hidroeléctrico asociado a este angosto. En las ciudades gemelas de Rurrenabaque y San Buenaventura, a 1000 km de su desembocadura, el río atraviesa las últimas cadenas montañosas de las estribaciones andinas en su camino hacia las tierras bajas de la Amazonía.
A 160 km de su desembocadura, el río Beni absorbe el río Madre de Dios, de mayor tamaño, cerca de la ciudad de Riberalta. En algunos mapas se hace referencia a esta parte final del río como "Madre de Dios", pero los mapas oficiales bolivianos lo identifican como "Río Beni". Este último tramo del río se ensancha hasta dos kilómetros incluso con un caudal de agua medio (8.900 m³/s). Después de una longitud total de unos 1.600 km, el río Beni se une al río Mamoré (caudal medio: 8.200 m³/s) para formar el río Madeira, el afluente más potente del Amazonas.

## Afluentes
De los afluentes que se enumeran a continuación, el río Madre de Dios es el más caudaloso.
- Río Tuichi (izquierda)
- Río Emero (izquierda)
- Río Madidi (izquierda)
- Arroyo Verde (derecha)
- Río Ivón (derecha)
- Río Geneshuaya (derecha)
- Río Madre de Dios (izquierda)
- Río Orthon (izquierda)